# Symfonie nr. 19 (Hovhaness)
Alan Hovhaness voltooide zijn Symfonie nr. 19 opus 217 "Vishnoe" in 1966 .
De opdracht voor dit werk kwam van het New York Philharmonic Orchestra en zijn dirigent André Kostelanetz. De symfonie werd gecomponeerd in Luzern, toen de componist daar verbleef toen hij onder meer ook huiscomponist was van het Seattle Symphony. De subtitel geeft al aan, dat Hovhaness een groot thema wilde behandelen. De Indiase god Vishnoe, die staat het doordringen en onderhouden van Gods schepping; het heelal. Alle zaken voorkomende in het heelal wilde de componist muzikaal weergeven: de ruimte, de sterren, de aarde, bos, rivieren en bergen etc. De symfonie is dan ook een komen en gaan van energieke geluidsuitbarstingen afgewisseld met de voor hem zo typische hymneachtige passages. De eendelige symfonie ontstond als een symfonisch gedicht To Vishnu en bestaat uit drie secties, die de componist conform de Japanse stijl Jo-Ha-Kyu als volgt benoemde:
1. Cosmic Adoration;
2. Cosmic Processional-Dance;
3. Cosmic Death and Glorification.

Hovhaness was (toen) overtuigd dat dit werk tot een van zijn beste behoorde. Hij was dan ook teleurgesteld dat het New York Philharmonic onder Kostelanetz slechts 11 minuten muziek speelde tijdens de eerste uitvoering, een radio-uitzending. De dirigent, normaal promotor van Hovhaness’ werken, had in de symfonie gesneden en delen omgezet. Achteraf moet gezegd worden dat de dirigent een punt had. Het werk bestaat bijna in zijn geheel uit vrije ritme dan wel aleatoriek, in deze symfonie georganiseerde chaos. Alleen het begin al zal (destijds) menig luisteraar in de Avery Hall afgeschrikt hebben; een kakofonie van klanken stroomt je tegemoet. Ook later vliegt deze symfonie regelmatig uit de bocht. De passages bestaan uit voorgeschreven muziek, die per stem in verschillende snelheden moet worden gespeeld. Tussen deze choquerende passages zitten dan de rustgevende haast meditatieachtige lange melodielijnen. In aanvulling op zijn compositietechnieken tot dan toe, voegde de componist naast dissonanten ook drones toe.
De componist nam het werk in 1970 zelf op voor zijn eigen kleine platenlabel Poseidon; in 1988 gaf Crystal Records daarvan de compact disc. Orkest van dienst was het Sevan Philharmonic. Het is daarbij niet duidelijk of dat inderdaad een orkest is dat afkomstig is uit de Armeense plaats Sevan of een Amerikaans orkest met een naam die daarnaar verwijst. Het orkest wordt in 2010 alleen bij deze compositie genoemd. Vier minuten uit dit werk werd gebruikt in de televisieserie Cosmos van Carl Sagan.
De 20e symfonie zou een stuk rustiger zijn.

## Orkestratie
- 3 dwarsfluiten, 3 hobo’s, 3 klarinetten, 3 fagotten,
- 4 hoorns, 3 trompetten, 3 trombones, 1 tuba
- 1 stel pauken, 3 man / vrouw percussie, 2 harpen; 1 celesta
- violen, altviolen, celli, contrabassen